# Machecoul-Saint-Même
Machecoul-Saint-Même (bretonisch: Machikoul-Sant-Masen) ist eine französische Gemeinde mit 7.665 Einwohnern (Stand: 1. Januar 2022) im Département Loire-Atlantique in der Region Pays de la Loire. Sie gehört zum Arrondissement Nantes und zum Kanton Machecoul-Saint-Même. 
Mit Wirkung vom 1. Januar 2016 wurde die Gemeinde als Commune nouvelle durch die Zusammenlegung den ehemaligen Gemeinden Machecoul und Saint-Même-le-Tenu gebildet.

## Geographie
Machecoul-Saint-Même liegt etwa 32 Kilometer südwestlich von Nantes in der Landschaft Pays de Retz.

### Nachbargemeinden
Umgeben ist Machecoul-Saint-Même von den Nachbargemeinden Villeneuve-en-Retz und Sainte-Pazanne im Norden, Saint-Mars-de-Coutais und Saint-Lumine-de-Coutais im Nordosten, Saint-Philbert-de-Grand-Lieu und La Marne im Osten, Paulx im Süden und Südosten sowie Bois-de-Céné im Süden und Westen.

### Gemeindegliederung
| Ortsteil                    | ehemaliger INSEE-Code | Fläche (km²) | Einwohnerzahl (2022) |
| --------------------------- | --------------------- | ------------ | -------------------- |
| Machecoul (Verwaltungssitz) | 44087                 | 66,62        | 6.310                |
| Saint-Même-le-Tenu          | 44181                 | 18,27        | 1.355                |

## Gemeindepartnerschaft
Mit der deutschen Gemeinde Birkendorf in Baden-Württemberg besteht seit 1973 eine Partnerschaft, die nach den Gemeindezusammenschlüssen von der Gesamtgemeinde Ühlingen-Birkendorf fortgesetzt wird.

## Sehenswürdigkeiten

### In Saint-Même-le-Tenu
- Kirche Saint-Maxime
- Schloss Les Trois Boisselets aus dem 18. Jahrhundert
- Schloss La Grosse Roche aus dem 18. Jahrhundert
- Schlösser La Petite Roche und Rucherie aus dem 19. Jahrhundert
- Schloss Le Pin
- Schloss L’Hermitage aus dem 19. Jahrhundert, um 1960 abgebrochen
- Schloss Le Branday im 19. Jahrhundert auf den Mauern einer früheren Festung aus dem 14. Jahrhundert errichtet
- Schloss Bois Foucaud aus dem 18. Jahrhundert
- Villa Lavau

## Persönlichkeiten
- Mickaël Landreau (* 1979), Fußballtorhüter